# مود داروين
مود داروين (بالإنجليزية: Maud Darwin)‏ هي نجمة اجتماعية أمريكية، ولدت في 27 يوليو 1861 في فيلادلفيا في الولايات المتحدة، وتوفيت في 6 فبراير 1947.